# Bāgh Kandī
Bāgh Kandī (persiska: باغ كندی) är en ort i Iran.   Den ligger i provinsen Zanjan, i den nordvästra delen av landet, 280 km väster om huvudstaden Teheran. Bāgh Kandī ligger 2 002 meter över havet och antalet invånare är 265.
Terrängen runt Bāgh Kandī är kuperad åt nordost, men åt sydväst är den platt.Runt Bāgh Kandī är det ganska glesbefolkat, med 47 invånare per kvadratkilometer. Närmaste större samhälle är Āghol Beyk-e Soflá, 4,7 km sydost om Bāgh Kandī. Trakten runt Bāgh Kandī består i huvudsak av gräsmarker.